# Перес, Сантьяго
Сантьяго Перес Алонсо (исп. Santiago Pérez Alonso; род. 12 января 1972 или 15 января 1972, Виго, Галисия) — испанский легкоатлет, специалист по спортивной ходьбе. Выступал за сборную Испании по лёгкой атлетике в 1995—2009 годах, многократный призёр Кубков мира и Европы в командном зачёте, победитель и призёр первенств национального значения, участник двух летних Олимпийских игр.

## Биография
Сантьяго Перес родился 12 января 1972 года в городе Виго, автономное сообщество Галисия.
Впервые заявил о себе в лёгкой атлетике на международном уровне в сезоне 1995 года, когда вошёл в состав испанской национальной сборной и выступил на Кубке мира по спортивной ходьбе в Пекине, где в дисциплине 20 км занял итоговое 35-е место.
В 1997 году на Кубке мира в Подебрадах занял 21-е место в личном зачёте 50 км и тем самым помог своим соотечественникам выиграть бронзовые медали командного зачёта. На последовавшем чемпионате мира в Афинах так же показал 21-й результат.
В 1998 году одержал победу на чемпионате Испании в ходьбе на 50 км, тогда как на чемпионате Европы в Будапеште финишировал шестым.
В 1999 году на Кубке мира в Мезидон-Канон занял 14-е место в личном зачёте 50 км и стал серебряным призёром командного зачёта. На домашнем чемпионате мира в Севилье занял 26-е место.
На Кубке Европы 2000 года в Айзенхюттенштадте был восьмым и вторым в личном и командном зачётах 50 км соответственно.
В 2001 году на Кубке Европы в Дудинце в той же дисциплине стал четвёртым, вновь получив серебро командного зачёта.
На чемпионате Европы 2002 года в Мюнхене пришёл к финишу 12-м.
В 2003 году на Кубке Европы в Чебоксарах был четвёртым и вторым в личном и командном зачётах.
В 2004 году на Кубке мира в Наумбурге финишировал восьмым в личном зачёте и стал бронзовым призёром командного зачёта. Благодаря череде удачных выступлений удостоился права защищать честь страны на летних Олимпийских играх в Афинах — в программе ходьбы на 50 км показал результат 3:49:48, расположившись в итоговом протоколе соревнований на восьмой строке.
На Кубке Европы 2007 года в Ройал-Лемингтон-Спа был седьмым и вторым в личном и командном зачётах 50 км соответственно. На чемпионате мира в Осаке сошёл с дистанции.
В 2008 году показал 33-й результат на Кубке мира в Чебоксарах. Принимал участие в Олимпийских играх в Пекине, в ходьбе на 50 км с результатом 3:59:41 занял итоговое 26-е место.
Последний раз показывал значимые результаты на международной арене в сезоне 2009 года, когда на Кубке Европы в Меце занял 16-е место в личном зачёте 50 км и получил серебро командного зачёта.